# Benkeser-Reduktion
Die Benkeser-Reduktion ist eine Namensreaktion in der organischen Chemie, die 1955 durch den US-amerikanischen Chemiker Robert A. Benkeser publiziert wurde. Sie beschreibt die Reduktion von aromatischen Verbindungen mit Lithium oder Calcium in Gegenwart niedrigmolekularer aliphatischer Amine.

## Reaktionsschema
Für die Reaktion wird ein Gemisch aus Lithium, Methylamin oder Propylamin und einem Alkohol wie beispielsweise tert-Butanol eingesetzt.
Im ersten Schritt erfolgt die Hydrierung zu einem Dien mit isolierten Doppelbindungen. Beim Einsatz von vier Äquivalenten Lithium erfolgt Weiterreduktion zum Cycloalkan, wobei bei einem monosubstituierten Benzol  neben dem 1-substituierten Cyclohexen auch die in 3- und 4-Position substituierten Cyclohexene gebildet werden. Bei einem größeren Lithiumüberschuss werden insbesondere die 3- und 4-substituierten Cyclohexene zum substituierten Cyclohexan umgesetzt.
In einem reines Monoamin-Lösungsmittel werden die Aromaten zu cyclischen Monoalkenen reduziert, während bei einem Monoamin/Alkohol-Gemisch das Dien erhalten wird. Die Benkeser-Reduktion kann bei Furanen, Benzofuranen, Arylhalogeniden, Carbazolen, Epoxiden, Carbonsäuren, Carbonsäureamiden, Fluorenen, Chinolinen und Isochinolinen angewendet werden.

## Reaktionsmechanismus
Es wird angenommen, dass die Reaktion über einen Radikalmechanismus verläuft.

## Verwandte Reaktionen
Die Benkeser-Reduktion ist eng mit der Birch-Reduktion verwandt, bei der Aromaten mit Alkalimetallen und Alkoholen in flüssigem Ammoniak reduziert werden. Im Labormaßstab ist die Benkeser-Reduktion gebräuchlicher, da sich in einfacher zu handhabenden Lösungsmitteln durchgeführt wird.